# Palazzo Coppedè a Via Veneto

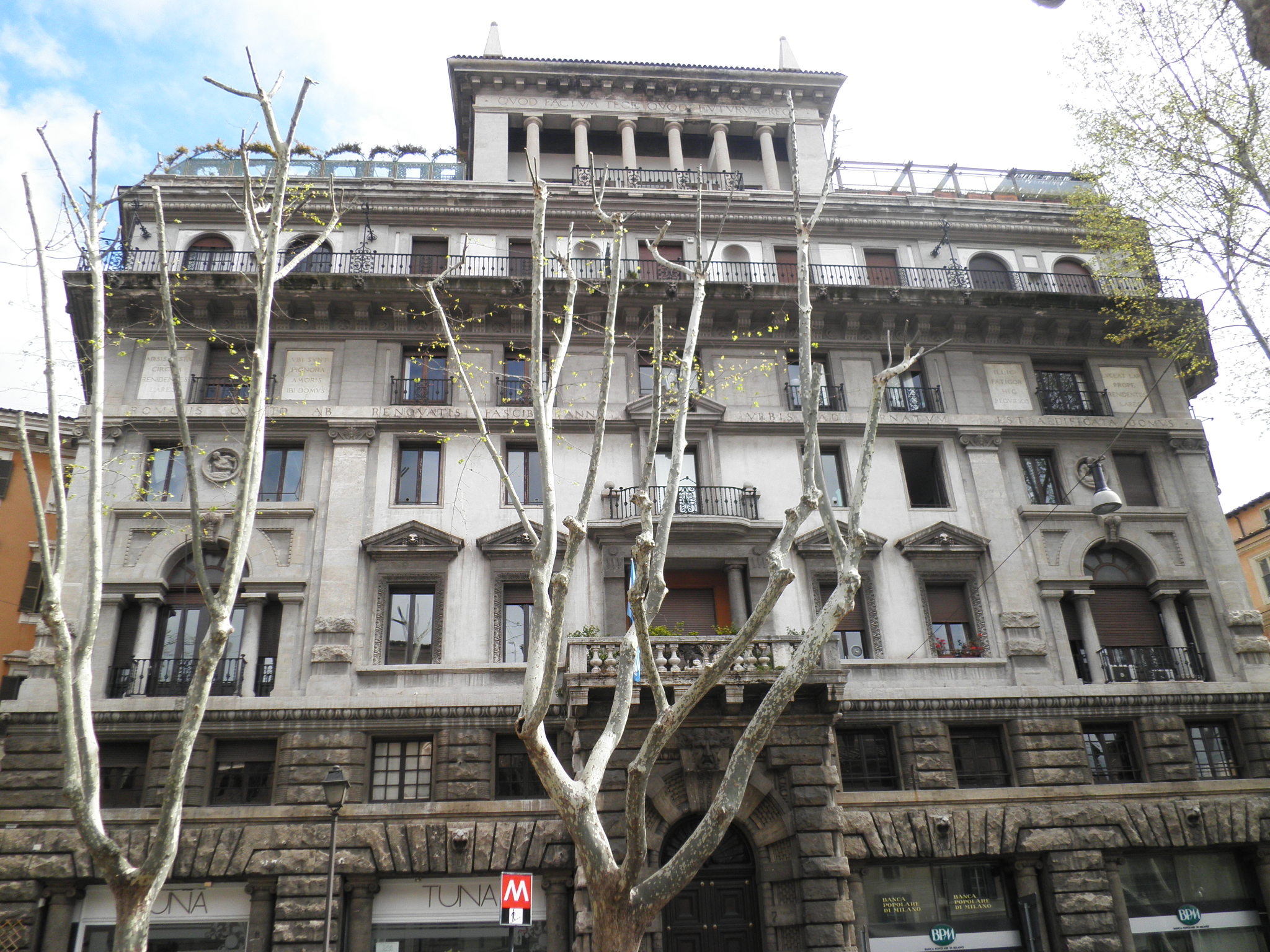
Fachada na Via Vittorio Veneto.

Palazzo Coppedè a Via Veneto é um palácio neobarroco localizado bem no começo da Via Vittorio Veneto na Piazza Barberini, bem no cruzamento com a Via di San Basilio, no rione Ludovisi de Roma. Foi construído em 1927 pelo arquiteto Gino Coppedè. Em 1931, Benito Mussolini realizou no local a II Exposição de Arquitetura Racional de Roma. 